# Пушкаші (Прахова)
Пушкаші (рум. Pușcași) — село у повіті Прахова в Румунії. Входить до складу комуни Беркенешть.
Село розташоване на відстані 45 км на північ від Бухареста, 11 км на південний схід від Плоєшті, 97 км на південний схід від Брашова.

## Населення
За даними перепису населення 2002 року у селі проживали 424 особи, з них 419 осіб (98,8%) румунів. Рідною мовою 422 особи (99,5%) назвали румунську.